# Wiktor Wychryst
Wiktor Wiktorowytsch Wychryst (ukrainisch Віктор Вікторович Вихрист; * 3. Juni 1992 in Switlowodsk, Ukraine) ist ein ukrainischer Boxer.

## Werdegang

### Amateur
Als Amateur im Superschwergewicht wurde er insgesamt viermal (2013, 2014, 2015, 2016) ukrainischer Meister. 2017 gewann er in der ukrainischen Stadt Charkiw die Europameisterschaft. Dort bezwang er Dean Gardiner durch technischen K. o. in der zweiten Runde sowie Mihai Nistor, Maxim Babanin und Frazer Clarke nach Punkten. Er nahm daraufhin an den Weltmeisterschaften 2017 in Hamburg teil, bei der er im Achtelfinale gegen Joseph Goodall ausschied. 2019 gewann er die Europaspiele in Minsk, im Finale bezwang er den Franzosen Murad Əliyev.

### Profi
2020 unterschrieb er einen Vertrag beim von Erol Ceylan geleiteten Hamburger Stall EC Boxpromotion und erhielt den Kampfnamen Victor Faust. Der lange beim Boxstall Universum und mittlerweile bei EC tätige Peter Hanraths verglich die Fähigkeiten des Boxers mit jenen des jungen Wladimir Klitschko. Seinen ersten Kampf als Berufsboxer bestritt Wychryst im Februar 2020 in Göppingen, in dem er Andrei Mazanik innerhalb von 55 Sekunden bezwang.